# Pădurea și Valea Canaraua Fetii - Iortmac
Pădurea și Valea Canaraua Fetii - Iortmac este o arie protejată (arie specială de conservare — SAC, sit de importanță comunitară — SCI) din România, desemnată în scopul protejării biodiversității și menținerii într-o stare de conservare favorabilă a florei spontane și faunei sălbatice, precum și a habitatelor naturale de interes comunitar aflate în arealul zonei de protecție. Aceasta se întinde pe o suprafață de 13.636,7 ha, integral pe uscat.

## Localizare
Situl se întinde pe teritoriile administrative ale comunelor Aliman, Băneasa, Dobromir, Ion Corvin, Lipnița și Oltina din județul Constanța. Centrul sitului Pădurea și Valea Canaraua Fetii - Iortmac este situat la coordonatele 44°01′40″N 27°36′42″E / 44.027705°N 27.611631°E.

## Înființare
Situl Pădurea și Valea Canaraua Fetii - Iortmac (ROSCI0172) a fost declarat sit de importanță comunitară în decembrie 2007 pentru a proteja 4 specii de plante și 26 de specii de animale. Situl a fost protejat și ca arie specială de conservare în mai 2022. Situl include rezervația naturală Pădurea Canareaua Fetii.

## Biodiversitate
Situată în ecoregiunea de stepă, aria protejată conține 8 habitate naturale: Lacuri eutrofice naturale cu vegetație de tip Magnopotamion sau Hydrocharition, Cursuri de apă de la nivel de câmpie la nivel montan, cu vegetație Ranunculion fluitantis și Callitricho-Batrachion, Păduri de stejar alb estice, Păduri stepice euro-siberiene cu Quercus spp., Păduri panonice-balcanice de stejar turcesc - stejar sesil, Tufișuri caducifoliate ponto-sarmatice, Stepe ponto-sarmatice, Liziere de ierburi înalte hidrofile de câmpie și de nivel montan până la alpin.
La baza desemnării sitului se află mai multe specii protejate:
- plante (4): Himantoglossum jankae, Marsilea quadrifolia, Pontechium maculatum subsp. maculatum, Potentilla emilii-popii
- amfibieni (1): buhai de baltă cu burtă roșie (Bombina bombina)
- mamifere (8): vidră de râu (Lutra lutra), liliac cu aripi lungi (Miniopterus schreibersii), liliac cărămiziu (Myotis emarginatus), liliacul mare cu potcoavă (Rhinolophus ferrumequinum), liliacul mic cu potcoavă (Rhinolophus hipposideros), liliacul cu potcoavă a lui méhely (Rhinolophus mehelyi), popândău (Spermophilus citellus), dihor pătat (Vormela peregusna)
- nevertebrate (8): croitorul mare al stejarului (Cerambyx cerdo), fluturele de noapte (Eriogaster catax), fluturele flitirar (Euphydryas maturna), Euplagia quadripunctaria, rădașcă (Lucanus cervus), fluturele purpuriu (Lycaena dispar), Paracaloptenus caloptenoides, Pseudophilotes bavius
- pești (5): avat (Aspius aspius), țipar (Misgurnus fossilis), săbiță (Pelecus cultratus), boarță (Rhodeus amarus), porcușor de șes (Romanogobio vladykovi)
- reptile (4): Elaphe sauromates, țestoasa de baltă (Emys orbicularis), Testudo graeca, țestoasă bănățeană (Testudo hermanni)

Pe lângă speciile protejate, pe teritoriul sitului au mai fost identificate 34 de specii de plante, 1 specie de amfibieni, 5 specii de reptile.